# Ecaterina Szabó
Ecaterina Szabó, em húngaro:  Szabó Katalin, (Zagon, 22 de janeiro de 1967) é uma ex-ginasta romena de etnia sícula, que competiu em provas da ginástica artística.
Szabó é a detentora de um total de cinco medalhas olímpicas e oito mundiais.

## Biografia
Ecaterina nasceu na Romênia numa região de maioria húngara. Sua primeira língua, inclusive, foi o húngaro. A pequena apenas aprendeu romeno para iniciar suas lições na ginástica. Seu primeiro treinador foi o romeno também de etnia húngara, Béla Károlyi.

## Carreira
Szabó iniciou-se na equipe romena em 1980, aos treze anos. Três anos mais tarde, já era membro da equipe sênior principal.

### ROM Júnior
A primeira grande competição da carreira da ginasta foi o Campeonato Europeu Júnior, em 1980. Nessa edição, conquistou quatro medalhas individuais. A primeira delas, no individual geral, foi de ouro. Mais tarde, nas finais por aparelhos, novos ouros na trave, no salto e no solo. Na sequência do ano, a atleta ainda participou da Copa Chunichi, na qual, novamente conquistou um primeiro lugar nos exercícios da trave de equilíbrio.
Em 1981, agora aos catorze anos, participou do Campeonato Internacional Romeno, no qual encerrou a competição com uma medalha de bronze na prova do salto sobre a mesa. Já no ano seguinte, seu desempenho melhorara em nova edição deste campeonato. A ginasta conquistou três medalhas de ouro – concurso geral, barras assimétricas e solo. Encerrando o ano, no Campeonato Europeu Júnior, Szabó continuou com o bom a boa campanha e encerrou a competição com quatro medalhas – ouro no individual geral, salto e solo, e prata nas barras assimétricas.

### ROM Sênior
Ecaterina adentrou na categoria sênior nacional aos dezesseis anos, já participando, em 1983, do Campeonato Europeu, em Gotemburgo, na Suécia. Nesta edição, a ginasta, conquistou quatro medalhas: nas barras assimétricas e no solo, foi a medalhista de ouro; no salto sobre a mesa conquistou a prata, e no individual geral a medalha de bronze. Na sequência, disputando o Campeonato Internacional Romeno, a atleta conquistou quatro medalhas de ouro – concurso geral, barras assimétricas, trave e solo. Já na edição seguinte da mesma competição, encerrou sua participação com medalha apenas no individual geral (prata). Ainda em 1984, a ginasta fora tri-medalhista na Copa Chunichi – ouro no concurso geral e bronze na trave e no solo.
No Campeonato Europeu de 1985 em Helsinque, na Finlândia ela conquistou mais uma medalha de prata no salto. No Campeonato Internacional Romeno, nova vitória no individual geral. No Campeonato Nacional Romeno, mais uma conquista no cocurso geral (ouro). Em seguida, nas disputas individuais por aparelhos, ouro no solo e na trave. Em 1986, em mais uma edição do Campeonato Romeno, conquistou novas três primeiras colocações – individual geral, salto e solo. Em sua última conquista competitiva do ano, nos Jogos Universitários, a ginasta foi medalha de prata na disputa por equipes, salto e trave. No ano de 1987, Szabó ainda participou do Campeonato Mundial, encerrando a carreira competitiva logo em seguida e se aposentando em 1988 .

## Campeonatos Mundiais de Ginástica Artística
Durante sua carreira, foram três as participações da ginasta romena, conquistando medalhas em todas as edições.

### Budapeste 1983
No Campeonato Mundial de 1983, disputado na cidade de Budapeste, na Hungria, Szabó conquistou um total de cinco medalhas.
Na disputa por equipes, ajudou as romenas a conquistarem a medalha de prata, somando um total de 392,100, atrás somente da equipe da União Soviética. No individual geral totalizou 78,975 pontos e terminou a competição na terceira posição, superada pelas soviéticas Natalia Yurchenko - que ficou com a medalha de ouro e o score de 79,350 - e Olga Mostepanova - que ficou com a medalha de prata e o total de79,000.
Na prova do solo, a romena conquistou sua primeira medalha de ouro em mundiais, com a nota 19,975. No salto sobre o cavalo, terminou a competição com a nota 19,800, na segunda posição e empatada com a compatriota Lavinia Agache. O ouro ficou com a búlgara Boriana Stoyanova, que obteve a nota 19,825. Nas barras assimétricas, mais uma vez terminou a competição empatada com Lavinia Agach na segunda posição, com a nota 19,800. A primeira posição ficou com a alemã Maxi Gnauck.

### Montreal 1985
No Mundial disputado em Montreal, no Canadá, a ginasta conquistou duas medalhas de prata.
Na competição por equipes, conquistou a medalha de prata, e na trave de equilíbrio conquistou mais uma medalha de prata. Ecaterina fora também à final do concurso geral, onde terminou na quinta posição. No solo terminou no quarto lugar e nas barras assimétricas, terminou na sexta colocação.

### Roterdã 1987
Em 1987 Szabó disputou sua última edição, a de Roterdã, nos Países Baixos.
Na primeira disputa, Ecaterina ajudou a seleção romena a conquistar a medalha de ouro na competição por equipes. Em seguida, Szabó também esteve presente na final do individual geral, na qual terminou em 11º lugar. Sua única medalha individual veio das finais por aparelhos, na trave de equilíbrio, prova na qual conquistou a medalha de bronze com a nota 19,737.

## Jogos Olímpicos

### Los Angeles 1984
Szabó chegou nesses Jogos Olímpicos em Los Angeles em meio ao Boicote dos países socialistas às Olimpíadas e com isso suas principais concorrentes, principalmente da União Soviética, Bulgária e Alemanha Oriental, não participaram dos eventos.
Na competição por equipes, apesar da não presença da União Soviética, as equipes que participaram do evento encontravam-se competitivas diante da tradicional equipe romena. Apesar disso a Romênia conquistou - por um ponto de vantagem em relação aos Estados Unidos - a medalha de ouro, com a equipe formada além de Szabó, por Laura Cutina, Simona Păucă, Cristina Grigoraş, Mihaela Stănuleţ, e Lavinia Agache. Na final do concurso geral, acabou perdendo a medalha de ouro por 0,050 ponto para a estadunidense Mary Lou Retton. Com o somatório final de 79,125 pontos, acabou ficando com a medalha de prata. Fechando o pódio na terceira posição ficou sua conterrânea Simona Păucă. Szabó chegou a final em três aparelhos: solo, trave de equilíbrio e salto sobre o cavalo. Na final do solo, a ginasta obteve a nota 19,975, conquistando assim a medalha de ouro da prova, ficando a frente das estadunidenses Julianne McNamara (prata) e Mary Lou Retton (bronze). Na final da trave de equilíbrio, a atleta obteve a nota 19,800 e empatou com a sua companheira de time Simona Păucă, e ambas ficaram com a medalha de ouro, a medalha de bronze ficou com a estadunidense Kathy Johnson. E na final do salto, conquistou mais uma medalha de ouro, com a nota 19,875, ela ficou a frente da estadunidense Mary Lou Retton (prata) e da romena Lavinia Agache (bronze). Com isso fechou a competição com quatro medalhas de ouro e uma medalha de prata, assim sendo a ginasta, entre homens e mulheres, com o melhor desempenho nesta edição dos Jogos Olímpicos.

## Principais resultados
| Ano  | Evento                                    | AA                | Equipe           | Salto sobre o cavalo | Trave             | Barras assimétricas | Solo              |
| ---- | ----------------------------------------- | ----------------- | ---------------- | -------------------- | ----------------- | ------------------- | ----------------- |
| 1980 | Copa Chunichi                             |                   |                  |                      | Medalha de ouro   |                     |                   |
| 1980 | Campeonato Europeu Júnior                 | Medalha de ouro   |                  | Medalha de ouro      | Medalha de ouro   |                     | Medalha de ouro   |
| 1981 | Campeonato Internacional Romeno           |                   |                  | Medalha de bronze    |                   |                     |                   |
| 1982 | Campeonato Europeu Júnior                 | Medalha de ouro   |                  | Medalha de ouro      |                   | Medalha de prata    | Medalha de ouro   |
| 1983 | Campeonato Europeu                        | Medalha de bronze |                  | Medalha de prata     |                   | Medalha de ouro     | Medalha de ouro   |
| 1983 | Campeonato Mundial de Ginástica Artística | Medalha de bronze | Medalha de prata | Medalha de prata     |                   | Medalha de prata    | Medalha de ouro   |
| 1984 | Copa Chunichi                             | Medalha de ouro   |                  |                      | Medalha de bronze |                     | Medalha de bronze |
| 1984 | Jogos Olímpicos                           | Medalha de prata  | Medalha de ouro  | Medalha de ouro      | Medalha de ouro   |                     | Medalha de ouro   |
| 1985 | Campeonato Europeu                        |                   |                  | Medalha de prata     |                   |                     |                   |
| 1985 | Campeonato Mundial de Ginástica Artística |                   | Medalha de prata |                      | Medalha de prata  |                     |                   |
| 1986 | Copa do Mundo                             |                   |                  | Medalha de bronze    |                   |                     |                   |
| 1987 | Jogos Universitários                      |                   | Medalha de prata | Medalha de prata     |                   |                     |                   |
| 1987 | Campeonato Mundial de Ginástica Artística |                   | Medalha de ouro  |                      | Medalha de bronze |                     |                   |

## Vida após a ginástica
Em junho de 1991, a ex-ginasta casou-se com o ex-membro da equipe romena de caiaque, Christian Tomas. Mais tarde, o casal teve um filho chamado Lorenzo. No ano seguinte, a família deixou a Romênia e mudou-se para a França, onde Szabo trabalha como treinadora. A romena escolheu o país por estar mais próximo de casa e ter a possibilidade de voltar e fazer visitas à família.
Em 2000, Ecaterina Szabó foi inserida no International Gymnastics Hall of Fame. Oito anos mais tarde, esteve presente com a delegação romena, nas Olimpíadas de Pequim e, em outubro de 2008, recebeu uma honraria da cidade de Sfîntul Gheorghe.
| “ | É bom saber que o seu nome não foi esquecido, mesmo depois de todos estes anos. Significa que tudo o que fizemos ainda é apreciado | ” |